# Landtagswahlen in Thüringen
- BSW: 15
- Linke: 12
- SPD: 6
- CDU: 23
- AfD: 32

Seit der Wiedereinrichtung des Landes (ab 1993: Freistaates) Thüringen im Jahr 1990 wurden acht Wahlen zum Thüringer Landtag abgehalten.
Dabei konnte sich die CDU in den ersten sechs Wahlen als stärkste Partei behaupten. Ihre Wahlergebnisse lagen bei den ersten vier Landtagswahlen zwischen 42 und 51 Prozent der abgegebenen Zweitstimmen. Die SPD war zunächst noch zweitstärkste Partei im Landtag, jedoch fielen ihre Wahlergebnisse seit 1999 hinter die Ergebnisse der PDS zurück, sodass zwischenzeitlich Die Linke (früher: PDS) die zweitstärkste Kraft im Landesparlament war. Sie konnte ihr Stimmenergebnis bis 2019 bei jeder Wahl steigern und wurde in selbigem Jahr stärkste Partei in Thüringen.
Von 1994 bis 2009 waren nur drei Parteien im Landtag vertreten: CDU, PDS (bzw. Die Linke) und SPD. Zeitweise verfügten FDP (1990 bis 1994, 2009 bis 2014, 2019 bis 2024) und Bündnis 90/Die Grünen (1990 bis 1994, 2009 bis 2024) über Mandate im Landtag. 2014 zog erstmals die AfD in den Landtag ein, 2024 wurde sie erstmals in einem deutschen Bundesland stärkste Partei. Nach dem Ausscheiden der FDP und Bündnis 90/Die Grünen und dem erstmaligen Einzug des BSW bei der Wahl 2024 sitzen insgesamt 5 Parteien im Parlament.
Tendenziell sind AfD und CDU auf dem Land stärker, während SPD, Bündnis 90/Die Grünen und Die Linke ihre höchsten Ergebnisse in den größeren Städten erzielen. Traditionell stark ist Die Linke in den Städten Jena, Erfurt und Weimar, wo sie 2024 alle vier ihrer Direktmandate erzielte. Eine CDU-Hochburg ist das Eichsfeld, die einzige größere katholische Region Thüringens und Heimat des ehemaligen Ministerpräsidenten Dieter Althaus (CDU). Die AfD ist insbesondere in den südöstlichen Wahlkreisen stark und konnte 2024 insgesamt 29 Direktmandate erzielen. In den Großstädten liegt die AfD deutlich unter ihrem Landesschnitt, erreichte dennoch 2024 in jedem thüringischen Wahlkreis mehr als 14 Prozent der Zweitstimmen.
Sitz des Thüringer Landtags ist die Landeshauptstadt Erfurt.

## 1945–1952
Zwischen 1945 und 1952 fanden 1946 halbfreie Landtagswahlen (siehe Landtagswahlen in der SBZ 1946) und 1950 Scheinwahlen (siehe Landtagswahlen in der DDR 1950) statt. 1952 wurde das Land Thüringen und damit auch der Landtag aufgelöst.

### Wahl zum ersten Thüringer Landtag
- Wahltermin: 20. Oktober 1946
- Sitze im Landtag: 100 (absolute Mehrheit: 51 Sitze)
- Legislaturperiode: 4 Jahre

| Partei | Ergebnis | Sitze im Landtag |
| ------ | -------- | ---------------- |
| SED    | 49,3 %   | 50               |
| LDP    | 28,5 %   | 28               |
| CDU    | 18,9 %   | 19               |
| VdgB   | 3,3 %    | 3                |

- Landesregierung: Koalition aus SED und VdgB
- Ministerpräsident: Rudolf Paul (SED, bis 9. Oktober 1947), Werner Eggerath (SED, ab 9. Oktober 1947)
- Sitz des Landtages: Weimar, ab 1950: Erfurt

## Seit 1990
Seit 1990 fanden acht Landtagswahlen in Thüringen statt.
| Wahltag            | Wahlbeteiligung | AfD    | CDU    | BSW    | Die Linke 1 | SPD    | Grüne 2 | FDP   | Sonstige Parteien                                |
| ------------------ | --------------- | ------ | ------ | ------ | ----------- | ------ | ------- | ----- | ------------------------------------------------ |
| 14. Oktober 1990   | 71,7 %          | –      | 45,4 % | –      | 09,7 %      | 22,8 % | 6,5 % 2 | 9,3 % | DSU 3,3 %; Andere 3,0 %                          |
| 16. Oktober 1994   | 74,8 %          | –      | 42,6 % | –      | 16,6 %      | 29,6 % | 4,5 %   | 3,2 % | REP 1,3 %; Forum 1,1 %; Andere 1,1 %             |
| 12. September 1999 | 59,9 %          | –      | 51,0 % | –      | 21,3 %      | 18,5 % | 1,9 %   | 1,1 % | DVU 3,1 %; Andere 3,1 %                          |
| 13. Juni 2004      | 53,8 %          | –      | 43,0 % | –      | 26,1 %      | 14,5 % | 4,5 %   | 3,6 % | FW 2,6 %; REP 2,0 %; NPD 1,6 %; Andere 2,1 %     |
| 30. August 2009    | 56,2 %          | –      | 31,2 % | –      | 27,4 %      | 18,5 % | 6,2 %   | 7,6 % | NPD 4,3 %; FW 3,9 %; Andere 0,9 %                |
| 14. September 2014 | 52,7 %          | 10,6 % | 33,5 % | –      | 28,2 %      | 12,4 % | 5,7 %   | 2,5 % | NPD 3,6 %; FW 1,7 %; Piraten 1,0 %; Andere 0,9 % |
| 27. Oktober 2019   | 64,9 %          | 23,4 % | 21,8 % | –      | 31,0 %      | 8,2 %  | 5,2 %   | 5,0 % | Die PARTEI 1,1 %; Tier! 1,1 %; Andere 3,2 %      |
| 1. September 2024  | 73,6 %          | 32,8 % | 23,6 % | 15,8 % | 13,1 %      | 6,1 %  | 3,2 %   | 1,1 % | FW 1,3 %; Tier! 1,0 %; Andere 2,1 %              |

Grau unterlegte Parteien zogen in den Landtag ein.
Graphische Darstellung der Entwicklung der Wahlergebnisse (1990–2011)
| Jahr | Gesamt | AfD | CDU | BSW | Die Linke 3 | SPD | Grüne 4 | FDP |
| ---- | ------ | --- | --- | --- | ----------- | --- | ------- | --- |
| 1990 | 89     | –   | 44  | –   | 9           | 21  | 6       | 9   |
| 1994 | 88     | –   | 42  | –   | 17          | 29  | –       | –   |
| 1999 | 88     | –   | 49  | –   | 21          | 18  | –       | –   |
| 2004 | 88     | –   | 45  | –   | 28          | 15  | –       | –   |
| 2009 | 88     | –   | 30  | –   | 27          | 18  | 6       | 7   |
| 2014 | 91     | 11  | 34  | –   | 28          | 12  | 6       | –   |
| 2019 | 90     | 22  | 21  | –   | 29          | 8   | 5       | 5   |
| 2024 | 88     | 32  | 23  | 15  | 12          | 6   | –       | –   |

Farbig unterlegte Felder bezeichnen Regierungsparteien.
Graphische Darstellung der Entwicklung der Sitzverteilung

### Wahl zum 1. Thüringer Landtag
- Wahltermin: 14. Oktober 1990
- Sitze im Landtag: 89 (absolute Mehrheit: 45 Sitze)
- Legislaturperiode: 4 Jahre
- Wahlbeteiligung: 71,7 %

| Partei | Ergebnis | Sitze im Landtag |
| ------ | -------- | ---------------- |
| CDU    | 45,4 %   | 44               |
| SPD    | 22,8 %   | 21               |
| LL-PDS | 9,7 %    | 9                |
| FDP    | 9,3 %    | 9                |
| NFGRDJ | 6,5 %    | 6                |
| DSU    | 3,3 %    | 0                |

- Landesregierung: Koalition aus CDU und FDP
- Ministerpräsident: Josef Duchač (CDU, bis 5. Februar 1992), Bernhard Vogel (CDU, ab 5. Februar 1992)
- Liste der Mitglieder des Thüringer Landtags (1. Wahlperiode)

### Wahl zum 2. Thüringer Landtag
- Wahltermin: 16. Oktober 1994
- Sitze im Landtag: 88 (absolute Mehrheit: 45 Sitze)
- Legislaturperiode: 5 Jahre
- Wahlbeteiligung: 74,8 %

| Partei                | Ergebnis | Sitze im Landtag | Höchstes Ergebnis                | Niedrigstes Ergebnis                                       |
| --------------------- | -------- | ---------------- | -------------------------------- | ---------------------------------------------------------- |
| CDU                   | 42,6 %   | 42               | Landkreis Eichsfeld (60,4 %)     | Jena (30,1 %)                                              |
| SPD                   | 29,6 %   | 29               | Jena (34,0 %)                    | Landkreis Eichsfeld (22,4 %)                               |
| PDS                   | 16,6 %   | 17               | Suhl (29,2 %)                    | Landkreis Eichsfeld (8,5 %)                                |
| Bündnis 90/Die Grünen | 4,5 %    | 0                | Jena (7,7 %)                     | Landkreis Eichsfeld (2,9 %)                                |
| FDP                   | 3,2 %    | 0                | Landkreis Hildburghausen (4,8 %) | Eisenach (2,1 %)                                           |
| REP                   | 1,3 %    | 0                | Saale-Orla-Kreis (2,2 %)         | Erfurt, Landkreis Eichsfeld, Unstrut-Hainich-Kreis (0,9 %) |
| FORUM                 | 1,1 %    | 0                | Suhl (2,5 %)                     | Kyffhäuserkreis (0,5 %)                                    |

- Landesregierung: Koalition aus CDU und SPD
- Ministerpräsident: Bernhard Vogel (CDU)
- Liste der Mitglieder des Thüringer Landtags (2. Wahlperiode)

### Wahl zum 3. Thüringer Landtag
- Wahltermin: 12. September 1999
- Sitze im Landtag: 88 (absolute Mehrheit: 45 Sitze)
- Legislaturperiode: 5 Jahre
- Wahlbeteiligung: 59,9 %

| Partei                | Ergebnis | Sitze im Landtag | Höchstes Ergebnis             | Niedrigstes Ergebnis         |
| --------------------- | -------- | ---------------- | ----------------------------- | ---------------------------- |
| CDU                   | 51,0 %   | 49               | Landkreis Eichsfeld (68,4 %)  | Jena (41,1 %)                |
| PDS                   | 21,3 %   | 21               | Gera (32,6 %)                 | Landkreis Eichsfeld (11,1 %) |
| SPD                   | 18,5 %   | 18               | Landkreis Nordhausen (23,1 %) | Landkreis Eichsfeld (13,8 %) |
| DVU                   | 3,1 %    | 0                | Landkreis Sömmerda (4,0 %)    | Erfurt, Jena (2,0 %)         |
| Bündnis 90/Die Grünen | 1,9 %    | 0                | Jena (5,4 %)                  | Landkreis Sonneberg (0,9 %)  |
| FDP                   | 1,1 %    | 0                | Jena (2,0 %)                  | Suhl (0,6 %)                 |

- Landesregierung: Alleinregierung der CDU
- Ministerpräsident: Bernhard Vogel (CDU, bis 6. Juni 2003), Dieter Althaus (CDU, ab 6. Juni 2003)
- Liste der Mitglieder des Thüringer Landtags (3. Wahlperiode)

### Wahl zum 4. Thüringer Landtag
- Wahltermin: 13. Juni 2004
- Sitze im Landtag: 88 (absolute Mehrheit: 45 Sitze)
- Legislaturperiode: 5 Jahre
- Wahlbeteiligung: 53,8 %

| Partei                | Ergebnis | Sitze im Landtag | Höchstes Ergebnis            | Niedrigstes Ergebnis                              |
| --------------------- | -------- | ---------------- | ---------------------------- | ------------------------------------------------- |
| CDU                   | 43,0 %   | 45               | Landkreis Eichsfeld (66,2 %) | Jena (31,7 %)                                     |
| PDS                   | 26,1 %   | 28               | Suhl (35,7 %)                | Landkreis Eichsfeld (12,4 %)                      |
| SPD                   | 14,5 %   | 15               | Jena (19,2 %)                | Landkreis Eichsfeld (9,7 %)                       |
| Bündnis 90/Die Grünen | 4,5 %    | 0                | Weimar (12,5 %)              | Landkreis Altenburger Land (2,5 %)                |
| FDP                   | 3,6 %    | 0                | Jena (4,4 %)                 | Landkreis Eichsfeld (3,0 %) Wartburgkreis (3,0 %) |
| Freie Wähler          | 2,6 %    | 0                | Wartburgkreis (10,1 %)       | Erfurt, Landkreis Eichsfeld (0,8 %)               |
| Rep                   | 2,0 %    | 0                | Weimarer Land (3,2 %)        | Landkreis Eichsfeld (0,9 %)                       |
| NPD                   | 1,6 %    | 0                | Kyffhäuserkreis (3,0 %)      | Eisenach (0,8 %)                                  |

- Landesregierung: Alleinregierung der CDU
- Ministerpräsident: Dieter Althaus (CDU)
- Liste der Mitglieder des Thüringer Landtags (4. Wahlperiode)

### Wahl zum 5. Thüringer Landtag
- Wahltermin: 30. August 2009
- Sitze im Landtag: 88 (absolute Mehrheit: 45 Sitze)
- Legislaturperiode: 5 Jahre
- Wahlbeteiligung: 56,2 %

| Partei                | Ergebnis | Sitze im Landtag | Höchstes Ergebnis                                               | Niedrigstes Ergebnis                              |
| --------------------- | -------- | ---------------- | --------------------------------------------------------------- | ------------------------------------------------- |
| CDU                   | 31,2 %   | 30               | Landkreis Eichsfeld (49,2 %)                                    | Jena (22,5 %)                                     |
| Die Linke             | 27,4 %   | 27               | Suhl (38,4 %)                                                   | Landkreis Eichsfeld (14,4 %)                      |
| SPD                   | 18,5 %   | 18               | Landkreis Gotha (22,7 %)                                        | Landkreis Eichsfeld (13,1 %)                      |
| FDP                   | 7,6 %    | 7                | Jena (9,2 %)                                                    | Wartburgkreis (5,9 %)                             |
| Bündnis 90/Die Grünen | 6,2 %    | 6                | Weimar (14,8 %)                                                 | Landkreis Sonneberg (3,1 %)                       |
| NPD                   | 4,3 %    | 0                | Landkreis Saalfeld-Rudolstadt (6,1 %)                           | Jena (2,0 %)                                      |
| Freie Wähler          | 3,9 %    | 0                | Landkreis Sömmerda (6,1 %)                                      | Landkreis Nordhausen (1,5 %)                      |
| REP                   | 0,4 %    | 0                | Landkreis Hildburghausen, Landkreis Saalfeld-Rudolstadt (0,6 %) | Landkreis Eichsfeld, Gera (0,3 %)                 |
| ödp                   | 0,4 %    | 0                | Landkreis Eichsfeld (1,7 %)                                     | Landkreis Nordhausen, Landkreis Sonneberg (0,3 %) |

- Landesregierung: Koalition aus CDU und SPD
- Ministerpräsidentin: Christine Lieberknecht (CDU)
- Liste der Mitglieder des Thüringer Landtags (5. Wahlperiode)

### Wahl zum 6. Thüringer Landtag
- Linke: 28
- SPD: 12
- Grüne: 6
- CDU: 34
- AfD: 11

- Wahltermin: 14. September 2014
- Sitze im Landtag: 91 (absolute Mehrheit: 46 Sitze)
- Legislaturperiode: 5 Jahre
- Wahlbeteiligung: 52,7 %

| Partei                      | Ergebnis | Sitze im Landtag | Höchstes Ergebnis                           | Niedrigstes Ergebnis         |
| --------------------------- | -------- | ---------------- | ------------------------------------------- | ---------------------------- |
| CDU                         | 33,5 %   | 34               | Landkreis Eichsfeld (54,9 %)                | Erfurt (24,9 %)              |
| Die Linke                   | 28,2 %   | 28               | Gera (36,9 %)                               | Landkreis Eichsfeld (13,9 %) |
| SPD                         | 12,4 %   | 12               | Landkreis Gotha (18,8 %)                    | Landkreis Eichsfeld (7,3 %)  |
| Alternative für Deutschland | 10,6 %   | 11               | Ilm-Kreis (15,2 %)                          | Jena (7,2 %)                 |
| Bündnis 90/Die Grünen       | 5,7 %    | 6                | Jena (15,3 %)                               | Kyffhäuserkreis (3,1 %)      |
| NPD                         | 3,6 %    | 0                | Wartburgkreis/Eisenach (6,0 %)              | Jena (1,1 %)                 |
| FDP                         | 2,5 %    | 0                | Jena (2,9 %)                                | Altenburger Land (1,3 %)     |
| Freie Wähler                | 1,7 %    | 0                | Landkreis Eichsfeld (4,2 %)                 | Sonneberg (0,8 %)            |
| REP                         | 0,2 %    | 0                | Landkreis Hildburghausen, Sonneberg (0,6 %) | 20 Wahlkreise (0,1 %)        |

- Landesregierung: Koalition aus Die Linke, SPD und Bündnis 90/Die Grünen
- Ministerpräsident: Bodo Ramelow (Die Linke)
- Liste der Mitglieder des Thüringer Landtags (6. Wahlperiode)

### Wahl zum 7. Thüringer Landtag
- Linke: 29
- SPD: 8
- Grüne: 5
- FDP: 5
- CDU: 21
- AfD: 22

- Wahltermin: 27. Oktober 2019
- Sitze im Landtag: 90 (absolute Mehrheit: 46 Sitze)
- Legislaturperiode: 5 Jahre
- Wahlbeteiligung: 64,9 %
- Regierungsbildung: 4. März 2020, nach Regierungskrise in Thüringen 2020

| Partei                      | Ergebnis | Sitze im Landtag | Höchstes Ergebnis                       | Niedrigstes Ergebnis             |
| --------------------------- | -------- | ---------------- | --------------------------------------- | -------------------------------- |
| Die Linke                   | 31,0 %   | 29               | Suhl/Schmalkalden-Meiningen IV (39,1 %) | Eichsfeld I (17,9 %)             |
| Alternative für Deutschland | 23,4 %   | 22               | Gera II (29,9 %)                        | Jena I (11,2 %)                  |
| CDU                         | 21,8 %   | 21               | Eichsfeld I (40,1 %)                    | Jena I (13,0 %)                  |
| SPD                         | 8,2 %    | 8                | Gotha II (16,4 %)                       | Eichsfeld I (5,8 %)              |
| Bündnis 90/Die Grünen       | 5,2 %    | 5                | Jena I (16,3 %)                         | Saale-Orla-Kreis I (2,4 %)       |
| FDP                         | 5,0 %    | 5                | Jena II (7,9 %)                         | Sonneberg I (1,3 %)              |
| Die PARTEI                  | 1,1 %    | 0                | Erfurt III (2,2 %)                      | Schmalkalden-Meiningen I (0,7 %) |
| Tier!                       | 1,1 %    | 0                | Greiz I (1,4 %)                         | Jena I (0,5 %)                   |

- Landesregierung: Ministerpräsident Kemmerich (bis 4. März 2020), Minderheitsregierung aus Die Linke, SPD und Bündnis 90/Die Grünen (ab 4. März 2020)
- Ministerpräsident: Thomas Kemmerich (FDP, bis 4. März 2020), Bodo Ramelow (Die Linke, ab 4. März 2020)
- Liste der Mitglieder des Thüringer Landtags (7. Wahlperiode)

Nach der Landtagswahl am 27. Oktober 2019 und der Regierungskrise im Februar 2020 kam es zu einer Vereinbarung der rot-rot-grünen Minderheitsregierung mit der CDU für eine vorgezogene Neuwahl am 25. April 2021, die aufgrund der COVID-19-Pandemie später auf September 2021 verschoben wurde. Im Juli 2021 wurde absehbar, dass eine Mehrheit für die dafür nötigen Beschlüsse im Landtag nicht mehr gesichert wäre und die Legislaturperiode regulär 2024 endet.

### Wahl zum 8. Thüringer Landtag
- BSW: 15
- Linke: 12
- SPD: 6
- CDU: 23
- AfD: 32

- Wahltermin: 1. September 2024
- Sitze im Landtag: 88 (absolute Mehrheit: 45 Sitze)
- Legislaturperiode: 5 Jahre
- Wahlbeteiligung: 73,6 %
- Regierungsbildung:

| Partei                      | Ergebnis | Sitze im Landtag | Höchstes Ergebnis                                   | Niedrigstes Ergebnis                                |
| --------------------------- | -------- | ---------------- | --------------------------------------------------- | --------------------------------------------------- |
| Alternative für Deutschland | 31,8 %   | 32               | Altenburger Land I (41,3 %)                         | Jena I (14,3 %)                                     |
| CDU                         | 23,6 %   | 23               | Eichsfeld I (39,3 %)                                | Jena I (18,9 %)                                     |
| BSW                         | 15,8 %   | 15               | Suhl/Schmalkalden-Meiningen IV (19,8 %)             | Eichsfeld I (10,6 %)                                |
| Die Linke                   | 13,1 %   | 12               | Jena I (22,3 %)                                     | Altenburger Land I (9,2 %)                          |
| SPD                         | 6,1 %    | 6                | Gotha II (12,6 %)                                   | Saale-Orla-Kreis I (3,0 %)                          |
| Bündnis 90/Die Grünen       | 3,2 %    | 0                | Jena I (15,2 %)                                     | Hildburghausen II/Sonneberg II (0,9 %)              |
| Freie Wähler in Thüringen   | 1,3 %    | 0                | Hildburghausen I/Schmalkalden-Meiningen III (6,2 %) | Gera II (0,5 %)                                     |
| FDP                         | 1,1 %    | 0                | Erfurt III (1,7 %)                                  | Hildburghausen I/Schmalkalden-Meiningen III (0,6 %) |
| Tier!                       | 1,0 %    | 0                | Erfurt I (1,3 %)                                    | Eichsfeld I (0,7 %)                                 |

- Landesregierung: Minderheitsregierung aus CDU, BSW und SPD
- Ministerpräsident: Mario Voigt (CDU)
- Liste der Mitglieder des Thüringer Landtags (8. Wahlperiode)